# No Can Do
"No Can Do" é uma canção do girl group britânico Sugababes, para o sexto álbum de estúdio do grupo Catfights and Spotlights, lançado em 2007. Foi escrito por Jason Pebworth e George Astasio do The Invisible Men, Jon Shave e VV Brown, e produzido por The Invisible Men em colaboração com Si Hulbert. A música foi lançada no Reino Unido e na Irlanda em 19 de dezembro de 2008 como o segundo e último single do álbum. "No Can Do" é uma música pop com influências de R&B e soul. Ele contém uma amostra de "Yes It's You" de Sweet Charles Sherrell e contém influências de músicas da Motown, gravadas pelo The Jackson 5.
A música recebeu críticas mistas de críticos, que eram ambivalentes em relação ao som Motown. "No Can Do" atingiu o número 23 no UK Singles Chart e é um dos singles de gráficos mais baixos do grupo no país. O single também entrou nos gráficos dinamarqueses e eslovacos. O Videoclipe de "No Can Do" foi dirigido por Marco Puig, e foi inspirado por uma peça de arte criada por Allen Jones na década de 1960. Mostra o grupo usando vinte homens semi nus como carros, motocicletas e pontes. As Sugababes cantaram a música em novembro de 2008 para promover o lançamento do New Xbox Experience e no Ponty's Big Weekend em julho de 2009.

## Antecedentes e lançamento
Após o lançamento do seu quinto álbum de estúdio, Change (2007) e a conclusão de seu turnê de apoio, as Sugababes anunciaram que elas entrariam em uma pausa de um ano para gravar seu sexto álbum de estúdio. Apesar do anúncio, o trio logo começou a trabalhar no álbum, intitulado 'Catfights and Spotlights, que elas eventualmente gravaram em questão de semanas e entre vários festivais. "No Can Do" foi co-escrito e co-produzido pelos membros da equipe The Invisible Men, Jason Pebworth e George Astasio. Os dois músicos co-escreveram a canção em colaboração com Jon Shave e VV Brown e co-produziram com Si Hulbert. A canção foi programada coletivamente por Hulbert, Shave, Pebworth e Melvin Kuiters, mixada por Jeremy Wheatley e Dave Palmer cuidou da engenharia da música. "No Can Do" foi gravado no Metropolis Studios em Londres, Inglaterra.
"No Can Do" foi lançado como o segundo e último single do Catfights e Spotlights. Quando o Digital Spy questionou a integrante do grupo, Keisha Buchanan, sobre sua reação ao seu lançamento, ela respondeu: "Estou muito entusiasmada com isso. Estou ansiosa para as pessoas ouvirem outro lado do álbum. Este single ganhou uma espécie de Jackson 5, sinto aquilo que eu amo. Todo o álbum tem um som Motown, muito antigo e descontraído, então espero que 'No Can Do' fará com que mais pessoas estejam interessadas no álbum." "No Can Do" foi lançado como um download digital no Reino Unido e na Irlanda em 19 de dezembro de 2008. No dia seguinte, foi disponibilizado como CD single, que consiste em três remix]]es da faixa e uma versão cover da canção de Keane "Spiraling".

## Composição e letra

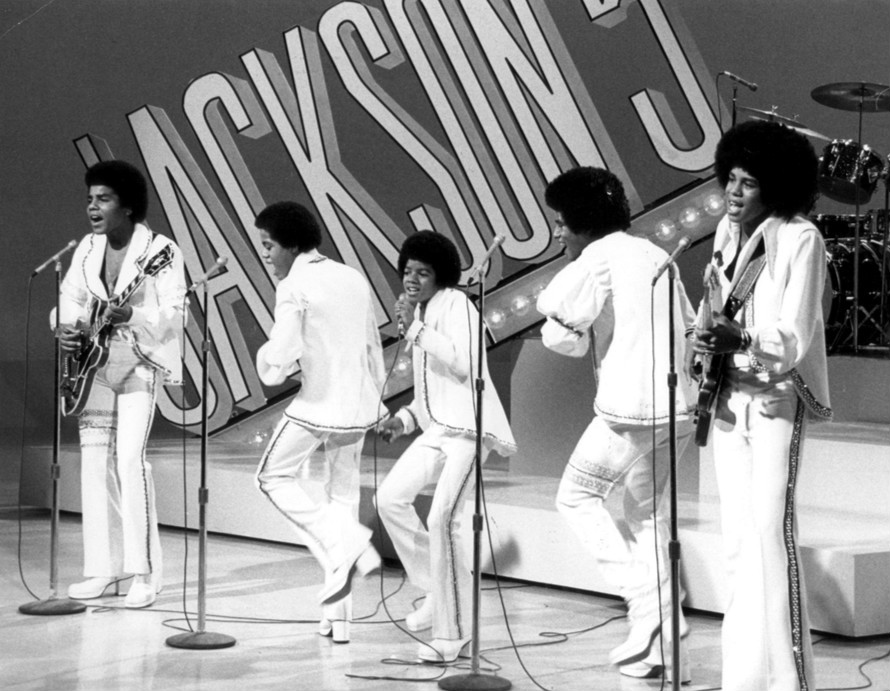
"No Can Do" recebeu comparações com canções do The Jackson 5.

"No Can Do" é uma música pop uptempo com influências de R&B e soul. Possui instrumentação de baixo proeminente fornecida pelo teclado, guitarra, trombone, trompete e saxofone. "No Can Do" é baseado em uma amostra de "Yes It's You" de Sweet Charles Sherrell, conforme escrito e produzido por Nugetre e Hal Ritson, respectivamente. A música é inspirada em grande parte pela música Motown e é uma reminiscência das músicas interpretadas pelos The Jackson 5, mas precisamente, a música de 1969 "I Want You Back". Adrian Thrills do Daily Mail, descreveu a faixa como "uma borbulhante faixa do Jackson Five". As influências da Motown são mais mais evidentes dentro da batida da música. As influências do disco também derivam da música de grupos femininos da década de 1960. De acordo com as partituras digitais publicadas na Sheet Music Direct, "No Can Do" foi composta na nota de Sol maior usando o tempo comum, com um ritmo de 96 batimentos por minuto.
Matthew Chisling, da AllMusic, observou que a música "[constrói-se] em cima de temas recorrentes de harmonias sedutoras e exibições vocais que são vistas como os traços mais dominantes que as meninas estão mostrando nesta fase". A letra de "No Can Do" aborda o livramento de um namorado, seguindo as "canções de adeus super-energizadas a marca registrada do grupo". Buchanan afirmou durante uma entrevista com Sarah Jane Griffiths da BBC, que as letras são "sobre o seu parceiro tratando você realmente ruim e você está dizendo:"Não mais. eu não quero mais isso".

## Recepção

### Recepção crítica
A recepção crítica para "No Can Do" foi mista. David Balls do Digital Spy, deu à música uma classificação de cinco de cinco estrelas, e escreveu: "em comparação com a maioria dos singles do grupo, é um coração-partido, sem graça e meio da oferta de estrada que não tem a excitação das Sugababes e nem o melhor delas". No entanto, ele escreveu que a canção é superior ao single anterior do grupo "Girls". Um escritor do Orange, criticou a incorporação de múltiplos gêneros na música como "menos do que a soma de suas partes". O revisor também foi desfavorável à amostragem de "Yes It's You", que foi notado como "dar aos warblings das senhoras um estranho ar de karaoke com as letras erradas" como resultado de sua semelhança com "I Want You Back". O escritor concluiu a revisão afirmando que "as coisas são apenas um pouco desmedidas, os vocais do trio ainda são fortes, mas demonstra que elas perderam o tempero que as tornou famosas".
Lauren Murphy, da Entertainment.ie, considerou "No Can Do" e a faixa do álbum "Side Chick" como "faixas de uptempo fracas que parecem ter sido arrancadas aleatoriamente de uma correia transportadora de pop fabricado". Um escritor do Daily Record, comentou que "tanto quanto ['No Can Do'] é mainstream e popular, não é o lançamento mais notável". POPJustice considerou que a música era "acima da média", mas não a melhor faixa do álbum, enquanto Fraser McAlphine, da BBC Chart Blog, escreveu que "não será o super-melhor, super-conquistador que poderia ser". Uma resposta positiva veio do escritor de AllMusic, Matthew Chisling, que considerou que a música era um "número [de show-parado]" e declarou que "funciona como exibições cintilantes de força sutil". Johnny Dee, da Virgin Media, elogiou a inclusão da batida de Motown, que segundo ele faz a música "parecer retro e moderna simultaneamente.

### Desempenho comercial
"No Can Do" entrou no UK Singles Chart em 13 de dezembro de 2008 no número 170, com base em downloads digitais do Catfights and Spotlights. Após a sua versão como single, a música atingiu o número 23 na edição de 10 de janeiro de 2009 com 12.890 cópias vendidas. Posteriormente, "No Can Do" tornou-se o single de classificação mais baixa do grupo desde o "Follow Me Home" de 2006 e seu terceiro maior gráfico de classificação geral. A música também é um dos singles mais vendidos da banda até à data. "No Can Do" trouxe as vendas individuais totais de Sugababes no Reino Unido para três milhões. O single também atingiu o número onze no gráfico de airplay dinamarquês, numero 53 no gráfico de airplay eslovaco e no número 67 no quadro European Hot 100 Singles da Billboard.

## Videoclipe
O videoclipe de "No Can Do" foi dirigido por Marco Puig, que anteriormente dirigiu clipes para artistas como Robbie Williams e Madonna. O vídeo foi filmado em novembro de 2008 e foi lançado na iTunes Store no final desse mês. No YouTube, foi lançado em 2 de dezembro de 2008. A inspiração do vídeo decorreu de uma peça de arte criada pelo escultor Allen Jones na década de 1960, envolvendo o uso de manequins femininos como peças de mobiliário todos os dias. Pouco antes do lançamento, as fotos das integrantes do grupo com homens em calcinha aperfeiçoaram a ideia; de acordo com Alison Maloney do The Sun, este "[deixou] pouco para a imaginação". As Sugababes usavam vestidos glamourosos e tinham cabelos longos e longos cílios no clipe, que conta com vinte homens musculosos que são usados como peças de mobiliário.
O vídeo abre com uma cena da membro do grupo Amelle Berrabah, que está deitada no chão e cercada por vários homens. Berrabah, Buchanan e a outra integrante do grupo Heidi Range se juntam e caminham em uma ponte, que é construída pelos corpos masculinos. Mais tarde, Buchanan se aproxima de dois homens que fingem ser uma moto. Berrabah e Range, em seguida, dirigem um carro feito dos corpos masculinos. Durante a cena da barra de leite, os truques são cercados por homens que são usados como mesas e lâmpadas. Outra cena mostra Berrabah e Range em um carro construído pelos homens. No final do vídeo, Range usa um microfone para gritar aos homens que estão em pé na linha. Balls descreveu o vídeo como "um pouco mais chato do que esperávamos de Keisha e Co", mas reconheceu que "é bom ver as garotas deixarem o cabelo diferente para uma mudança". Ele comparou o vídeo com o clipe da música para o single "Slow" de Kylie Minogue em 2003. VV Brown, a co-compositora de "No Can Do", afirmou que não esperava que o vídeo fosse ratico: "Sendo muito honesto, não o vi assim. Vi a música como mais divertida e elegante, em vez de sexy e brilhante como esse".

## Performances ao vivo
As Sugababes cantaram "No Can Do" em 14 de novembro de 2008 para a campanha Children in Need. O trio cantou a música no final desse mês para promover o lançamento do New Xbox Experience, como parte da set list que incluiu os singles "Push the Button" e "About You Now". Elas performaram "No Can Do" em 18 de julho de 2009 no Ponty's Big Weekend, que foi realizado no Ynysangharad Park em Pontypridd, no País de Gales, e dedicou a apresentação a Michael Jackson, que morreu um mês antes. Buchanan nomeou "No Can Do" uma das suas canções favoritas da carreira das Sugababes, afirmando: "Eu amo 'No Can Do' porque é um som tão diferente para nós. Eu realmente gosto de toda a velha escola, som descontraído e tem uma sensação de Jackson 5 que eu amo".

## Faixas
| - Digital download 1. "No Can Do" – 3:10 | - CD single / extended play 1. "No Can Do" (Wawa Club Remix) – 6:31 2. "No Can Do" (Bimbo Jones Remix) – 5:48 3. "No Can Do" (Mowgli Remix) – 5:48 4. "Spiralling" (Radio One Live Lounge) – 3:10 |

## Desempenho nas paradas

### Paradas semanais
| Chart (2009)                          | Maior posição |
| ------------------------------------- | ------------- |
| Dinamarca (Tracklisten Airplay)       | 11            |
| Eslováquia (Rádio Top 100)            | 53            |
| Europa (Billboard Hot 100 Singles)    | 67            |
| Reino Unido (Official Charts Company) | 23            |

## Histórico de lançamento
| País        | Data                   | Formato          | Gravadora      |
| ----------- | ---------------------- | ---------------- | -------------- |
| Irlanda     | 19 de dezembro de 2008 | Download digital | Island Records |
| Reino Unido | 19 de dezembro de 2008 | Download digital | Island Records |
| Irlanda     | 19 de dezembro de 2008 | Extended play    | Island Records |
| Reino Unido | 19 de dezembro de 2008 |                  | Island Records |
| Irlanda     | 20 de dezembro de 2008 | CD single        | Island Records |
| Reino Unido | 20 de dezembro de 2008 | CD single        | Island Records |